# René Cathala
Pour les articles homonymes, voir Cathala.
René Cathala, né le 2 août 1927 à Paris et mort le 14 février 1978 à Suresnes, est un homme politique français.

## Détail des fonctions et des mandats
Mandat parlementaire
- 30 novembre 1958 - 9 octobre 1962 : Député de la 1re circonscription de la Haute-Garonne